# Susuacanga wappesi
Susuacanga wappesi är en skalbaggsart som först beskrevs av Noguera 2002.  Susuacanga wappesi ingår i släktet Susuacanga och familjen långhorningar.
Artens utbredningsområde är:
- Guatemala.
- Honduras.

Inga underarter finns listade i Catalogue of Life.